# Niklaus Tscheer
Niklaus Tscheer (* 17. August 1671 in Bern; † 4. September 1748 in Duisburg) war ein Schweizer Pietist und Schriftsteller.

## Leben

### Familie
Niklaus Tscheer war der Sohn des gleichnamigen Chirurgen Niklaus Tscheer und dessen Ehefrau Anna Maria (geb. Andres). Er heiratete nach 1700 in Magdeburg Juliane Elisabeth von Leiningen-Westerburg († 9. November 1756), Tochter des Grafen Friedrich Wilhelm von der Lippe-Biesterfeld, Gouverneur von Kassel (1648–1688); gemeinsam hatten sie einen Sohn: Friedrich Joseph von Tscheer (* um 1700, † 13. September 1776 in Duisburg), Dr. med. in Elberfeld.

### Werdegang
Nach seinem Theologiestudium an der Hohen Schule Bern trat Tscheer 1699, nach dem grossen Berner Pietistenprozess, aus Protest gegen die Unterdrückung des Pietismus im Kanton Bern die Helferstelle in Abländschen bei Saanen nicht an und emigrierte freiwillig. Er hielt sich anfangs in der Nähe von Ernst Christoph Hochmann von Hochenau auf, ging später nach Hessen und verkehrte dort in radikalpietistischen Kreisen; später lebte er am Niederrhein als freier Autor.

### Schriftstellerisches Wirken
Niklaus Tscheer warb in seinen Werken für ein inwendiges, konfessionell ungebundenes Christentum. 1710 veröffentlichte er anonym die Schrift Fürbilder der Abweichungen Israels nach dem Fleisch. Er war unter anderem mit Gerhard Tersteegen befreundet und ein Anhänger Jakob Böhmes, dessen Werke er in Auswahl edierte.

## Schriften (Auswahl)
- Abbildung Des verborgenen Menschen des Hertzens. Regelin, Heliopolis 1701.
- Jesus Immanuels Göttliche Liebes-Geschichte. Amsterdam 1705.
- Fürbilder der Abweichungen Israels nach dem Fleisch. 1710.
- Die Reden und Worte Jesu Christi. Johann Georg Böttiger, Duisburg 1726.
- Kurtze und resolute Declaration eines treu-gesinnten Schweitzers, auff die falsche Beschuldigung Christiani Democriti, auffrichtigen Protestanten, und orthodoxen Annihilatoris der Microcosmischen neuen Schöpffung. Frankfurt am Main/Leipzig 1734.